# Monomio
En la matemática, un monomio es una pose  algebraica en la que se utilizan incógnitas de variables literales que constan de un solo término (si hubiera una suma o una resta sería un binomio), y un número llamado: «coeficiente». Las únicas operaciones que aparecen entre las letras son el producto y la potencia de exponentes naturales. Se denomina polinomio a la suma de varios monomios. Un monomio es una clase de polinomio, que posee un único término, es una expresión algebraica en la que las únicas operaciones que aparecen entre las letras son el producto y la potencia de exponente natural. Se llama parte literal de un monomio a las letras con sus exponentes.

Ejemplos de monomios:
{\displaystyle x^{2}\;,\quad 5x^{7}y}
Ejemplos de polinomios
{\displaystyle 5y^{4}x^{6}+3x\;,\quad y-x\;,\quad -y^{8}w^{12}}
aquí se denota más de un término (en estos casos w, x e y)

## Elementos de un monomio
Un monomio posee una serie de elementos con denominación específica.
Dado el monomio: 
{\displaystyle 5x^{3}\;}
se distinguen los siguientes elementos:
- coeficiente: {\displaystyle 5\,} también incluye al signo
- parte literal (exponente natural): {\displaystyle x\,}
- grado: {\displaystyle 3\,}

El signo te indica si es negativo (–). Se omite si es positivo (+), y nunca puede ser cero ya que la expresión completa tendría valor cero.
La parte literal la constituyen las letras de la expresión.
El grado puede ser absoluto (la suma de los exponentes de su parte literal) o con relación a una letra.
Si un monomio carece de signo, equivale a positivo (+).
Si un monomio carece de coeficiente, este equivale a uno.
Si algún término carece de exponente, este es igual a uno.
Si alguna parte literal no está presente, pero se requiere, entonces se considera con exponente cero, ya que:
{\displaystyle \forall x\in \mathbb {R} -\{0\}\;:\quad x^{0}=1}
Dada una variable {\displaystyle x\;}, un número natural {\displaystyle a\;} y un número real {\displaystyle \alpha \;} la expresión:
{\displaystyle \alpha \cdot x^{a}=\alpha x^{a}}
es un monomio.
Si tenemos varias variables: {\displaystyle x_{1},\ldots ,x_{n}}, el número real {\displaystyle \alpha \;} y los números naturales {\displaystyle a_{1},\ldots ,a_{n}\,}, el producto correspondiente:
{\displaystyle \alpha \cdot x_{1}^{a_{1}}\cdot x_{2}^{a_{2}}\cdot \ldots \cdot x_{n}^{a_{n}}=\alpha x_{1}^{a_{1}}x_{2}^{a_{2}}\ldots x_{n}^{a_{n}}=\alpha \prod _{i=1}^{n}x_{i}^{a_{i}}}
también es un monomio.

## Grado de un monomio
El grado absoluto de un monomio es igual a la suma de los exponentes de las variables que lo componen. 
Ejemplos
{\displaystyle 5x^{2}y\;} tiene grado 3
pues equivale a la expresión: {\displaystyle 5\cdot x^{2}\cdot y^{1}\;} y la suma de los exponentes es 2 + 1 = 3
{\displaystyle x\;} tiene grado 1
pues equivale a {\displaystyle 1x^{1}\;} y respecto de {\displaystyle x,y\;} a la expresión: {\displaystyle 1x^{1}y^{0}\;}
{\displaystyle 3y^{2}z\;} tiene grado 3
por ser la suma de los grados de los literales: {\displaystyle 3y^{2}z^{1}\;}

## Monomios semejantes
Se llaman semejantes a los monomios que tienen la misma parte literal.
Ejemplo
Son semejantes los monomios:
{\displaystyle {\begin{array}{r}5\,x^{2}y\\a\,x^{2}y\\-7\,x^{2}y\\x^{2}y\end{array}}}
pues la parte literal de todos ellos es: {\displaystyle x^{2}y\;}

## Monomios homogéneos
Son los monomios que tienen el mismo grado absoluto, se emplean en la solución de un cierto tipo de ecuaciones diferenciales ordinarias.

## Monomios heterogéneos
Son los monomios que no tienen el mismo grado absoluto. Por ejemplo:
{\displaystyle x^{2}} y  {\displaystyle y^{3}},porque el grado absoluto del primero es 2, mientras que el del segundo es 3.

## Operaciones con monomios

### Suma y resta de monomios
Sólo se pueden sumar o restar los monomios semejantes...
El resultado se obtiene sumando o restando sus coeficientes:
Ejemplo
{\displaystyle 5x^{2}y^{3}+8x^{2}y^{3}-3x^{2}y^{3}=10x^{2}y^{3}}
Si los monomios no son semejantes, el resultado de la suma o resta es un polinomio.

### Producto de monomios.
Dos monomios se pueden multiplicar, efectuando el producto de los coeficientes y de las partes literales, respectivamente.
Ejemplos
{\displaystyle (6x^{3})\cdot (-4x^{3})=-24x^{6}}
{\displaystyle \left(4x^{2}\right)\cdot \left(8x^{3}y\right)=32x^{5}y}
{\displaystyle \left(5a^{2}b^{3}\right)\cdot \left(-3ab\right)\cdot \left(4b^{2}\right)=-60a^{3}b^{6}}
{\displaystyle \left({\frac {3}{4}}x^{2}y^{3}\right)\cdot \left({\frac {2}{3}}xy\right)\cdot \left({\frac {30}{48}}x^{5}\right)={\frac {5}{16}}x^{8}y^{4}}

### Cociente de dos monomios
El cociente de dos monomios será otro monomio sólo cuando la parte literal del dividendo es múltiplo de la parte literal del divisor. 
Ejemplos
{\displaystyle {\frac {7x^{2}y}{2xy}}={\frac {7}{2}}x}
sí es un monomio porque: {\displaystyle x^{2}y\,} es múltiplo de {\displaystyle xy\,}; 
{\displaystyle {\frac {7x^{2}y}{2xyz}}={\frac {7x}{2z}}={\frac {7}{2}}\;{\frac {x}{z}}={\frac {7}{2}}x\;{\frac {1}{z}}={\frac {7}{2}}xz^{-1}}
no es un monomio porque: {\displaystyle x^{2}y\,} no es múltiplo de {\displaystyle xyz\,} y el exponente del factor {\displaystyle z\,} (del cociente) no es un número natural.